# Haliva
Le haluj ou haliva (adyguéen : хьэлжъо) est une pâtisserie bouillie préparée avec du fromage ou des Pommes de terre,,. C'est un plat tcherkesse. 